# فرودگاه ژلونا گورا

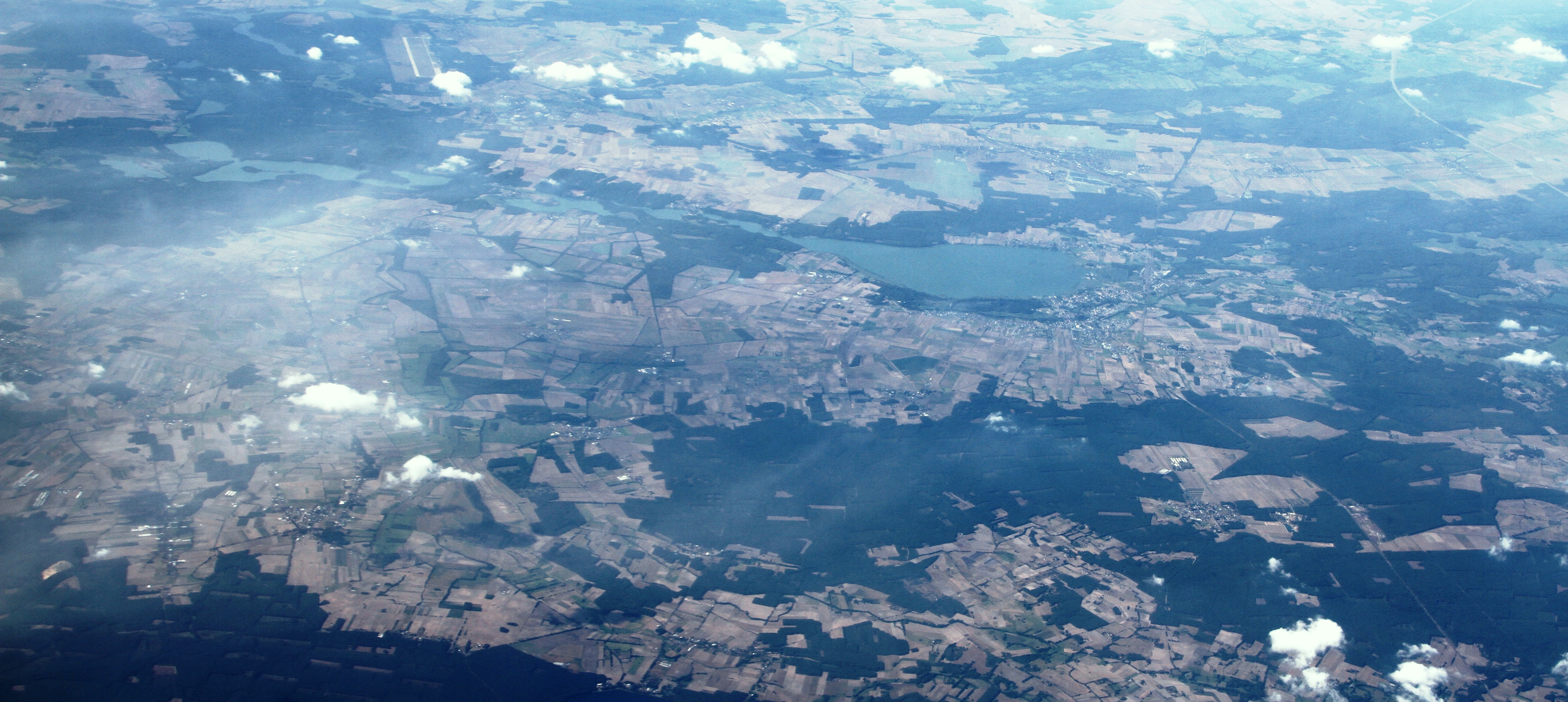
فرودگاه ژلونا گورا

فرودگاه ژلونا گورا  (به انگلیسی: Zielona Góra Airport) (به زبان بومی: Port Lotniczy Zielona Góra-Babimost) یک فرودگاه همگانی مسافربری با کد یاتا IEG است که یک باند فرود بتن دارد و طول باند آن ۲۵۰۰ متر است. این فرودگاه در شهر ژلونا گورا کشور لهستان قرار دارد و در ارتفاع ۵۹ متری از سطح دریا واقع شده است.

## شرکت‌های هواپیمایی و مقصدهای پروازی
The following airlines serve regular scheduled and charter services to and from Zielona Góra:
| شرکت‌های هواپیمایی  | مقصدهای پروازی |
| ------------------ | -------------- |
| لوت پولیش ایرلاینز | شوپن ورشو      |

The nearest larger international airport is پوزنان-لاویکا approx. 95 km to the east.